# غزه (لبنان)
غزه (به عربی: غزة) یک منطقهٔ مسکونی در لبنان است که در استان بقاع واقع شده‌است. غزه ۸۷۰ متر بالاتر از سطح دریا واقع شده‌است.